# Famila Basket Schio 2016-2017
Questa voce raccoglie le informazioni riguardanti la Famila Basket Schio nelle competizioni ufficiali della stagione 2016-2017.

## Stagione
La stagione 2016-2017 è la venticinquesima consecutiva che la squadra scledense disputa in Serie A1.
La presentazione ufficiale della squadra è avvenuta il 5 settembre 2016.
Il 25 settembre conquista l'ottava Supercoppa, decisa all'ultimo secondo da un canestro di Jolene Anderson (mvp).
Il 17 febbraio viene esonerato l'allenatore Miguel Méndez, sostituito da Mauro Procaccini.

## Verdetti stagionali
Competizioni nazionali
- Serie A1: (32 partite)

stagione regolare: 1º posto su 12 squadre (18-4);
play-off: sconfitta in finale da Lucca (1-3).
- Coppa Italia: (3 partite)

finale vinta contro Lucca.
- Supercoppa italiana: (1 partita)

gara vinta il 25 settembre 2016 con Ragusa (67-66).
Competizioni europee
- EuroLega: (16 partite)

stagione regolare: 4º posto su 8 squadre nel girone A (7-7);
sconfitta ai quarti di finale dalle russe dell'UMMC Ekaterinburg (0-2).

## Roster
|    | Naz.                   | Ruolo | Sportivo            | Anno | Alt. |  |        |
| -- | ---------------------- | ----- | ------------------- | ---- | ---- |  | ------ |
| 00 | Francia (bandiera)     | C     | Isabelle Yacoubou   | 1986 | 190  |  |        |
| 1  | Spagna (bandiera)      | P     | Núria Martínez      | 1984 | 176  |  |        |
| 3  | Stati Uniti (bandiera) | AC    | Natasha Howard      | 1991 | 190  |  | [ 6 ]  |
| 4  | Italia (bandiera)      | C     | Martina Bestagno    | 1990 | 189  |  |        |
| 5  | Italia (bandiera)      | P     | Giulia Gatti        | 1989 | 168  |  |        |
| 7  | Francia (bandiera)     | A     | Endéné Miyem        | 1988 | 188  |  |        |
| 8  | Italia (bandiera)      | A     | Marzia Tagliamento  | 1996 | 183  |  |        |
| 10 | Stati Uniti (bandiera) | GA    | Jolene Anderson     | 1986 | 173  |  |        |
| 11 | Italia (bandiera)      | GA    | Raffaella Masciadri | 1980 | 185  |  | (cap.) |
| 15 | Italia (bandiera)      | A     | Cecilia Zandalasini | 1996 | 189  |  |        |
| 19 | Italia (bandiera)      | P     | Giorgia Sottana     | 1988 | 176  |  |        |
| 22 | Italia (bandiera)      | C     | Kathrin Ress        | 1985 | 196  |  |        |
| 25 | Italia (bandiera)      | A     | Laura Macchi        | 1979 | 188  |  |        |

## Mercato
I trasferimenti delle giocatrici sono i seguenti:

### Sessione estiva
| Acquisti | Acquisti           | Acquisti         | Acquisti   |
| R.       | Nome               | da               | Modalità   |
| -------- | ------------------ | ---------------- | ---------- |
| P        | Núria Martínez     | Galatasaray      | definitivo |
| A        | Endéné Miyem       | Dinamo Kursk     | definitivo |
| A        | Marzia Tagliamento | PB63 Battipaglia | definitivo |

| Cessioni | Cessioni             | Cessioni      | Cessioni       |
| R.       | Nome                 | a             | Modalità       |
| -------- | -------------------- | ------------- | -------------- |
| P        | Valeria Battisodo    | Le Mura Lucca | fine contratto |
| C        | Eva Lisec            | -             | fine contratto |
| AC       | Ashley Janeen Walker | Reyer Venezia | fine contratto |

### Sessione invernale
| Acquisti | Acquisti       | Acquisti         | Acquisti   |
| R.       | Nome           | da               | Modalità   |
| -------- | -------------- | ---------------- | ---------- |
| AC       | Natasha Howard | Blue Minx Yongin | definitivo |

| Cessioni | Cessioni | Cessioni | Cessioni |
| R.       | Nome     | a        | Modalità |
| -------- | -------- | -------- | -------- |

## Risultati

### Campionato

#### Play-off

##### Quarti di finale
| Arbitri: | Alessandro Tirozzi (Napoli) Claudia Ferrara (Napoli) Salvatore Nuara (Genova) |

|                       |          |                             |
| Yacoubou 18           | Punti    | 18 Vian                     |
| quattro giocatrici 4  | Assist   | 3 Orrange, Reggiani         |
| Bestagno, Yacoubou 10 | Rimbalzi | 7 Aleksandravicius, Orrange |

| Arbitri: | Marco Catani (Chieti) Fabio Ferretti (Sant'Omero) Valentina Del Monaco (San Felice a Cancello) |

|                              |          |                          |
| Aleksandravicius, Orrange 18 | Punti    | 19 Tagliamento 17 Howard |
| Reggiani 7                   | Assist   | 4 Zandalasini            |
| Aleksandravicius 12          | Rimbalzi | 11 Anderson              |

##### Semifinale
| Arbitri: | Chiara Maschietto (Treviso) Gianluca Gagliardi (Napoli) Giacomo Dori (Mirano) |

|             |          |                  |
| Yacoubou 19 | Punti    | 14 Gorini, Ndour |
| Macchi 4    | Assist   | 4 Vanloo         |
| Yacoubou 9  | Rimbalzi | 6 Larkins, Ndour |

| Arbitri: | Francesco Terranova (Ferrara) Stefano Wassermann (Maniago) Valentina Del Monaco (San Felice a Cancello) |

|             |          |             |
| Anderson 23 | Punti    | 19 Ndour    |
| Martínez 4  | Assist   | 9 Consolini |
| Yacoubou 10 | Rimbalzi | 11 Larkins  |

| Arbitri: | Giulio Pepponi (Assisi) Daniele Caruso (Roma) Angela Castiglione (Palermo) |

|              |          |                                 |
| Consolini 21 | Punti    | 19 Anderson 18 Yacoubou         |
| Vanloo 5     | Assist   | 4 Macchi, Martínez, Zandalasini |
| Larkins 11   | Rimbalzi | 7 Yacoubou                      |

| Arbitri: | Calogero Cappello (Agrigento) Corrado Triffiletti (Messina) Giulia Sartori (Venezia) |

|            |          |                          |
| Larkins 16 | Punti    | 13 Macchi 12 Zandalasini |
| Larkins 3  | Assist   | 4 Martínez               |
| Larkins 16 | Rimbalzi | 10 Yacoubou              |

##### Finale
| Arbitri: | Daniele Foti (Milano) Andrea Chersicla (Milano) Elena Colazzo (Galatina) |

|                |          |             |
| Zandalasini 14 | Punti    | 18 Harmon   |
| Martínez 5     | Assist   | 5 Dotto     |
| Yacoubou 8     | Rimbalzi | 16 Pedersen |

| Arbitri: | Chiara Maschietto (Treviso) Alessandro Tirozzi (Napoli) Silvia Marziali (Edolo) |

|                   |          |             |
| Macchi 15         | Punti    | 18 Pedersen |
| Macchi, Sottana 4 | Assist   | 5 Dotto     |
| Yacoubou 12       | Rimbalzi | 7 Wojta     |

| Arbitri: | Valerio Salustri (Roma) Simone Patti (Montesilvano) Daniela Bellamio (Latina) |

|          |          |                       |
| Dotto 20 | Punti    | 19 Yacoubou           |
| Dotto 2  | Assist   | 3 Anderson            |
| Wojta 11 | Rimbalzi | 10 Anderson, Yacoubou |

| Arbitri: | Alessandro Saraceni (Bologna) Umberto Tallon (Motta di Livenza) Angela Castiglione (Palermo) |

|                              |          |                |
| Harmon 19                    | Punti    | 17 Zandalasini |
| Dotto, Pedersen, Tognalini 2 | Assist   | 2 Macchi       |
| Pedersen 10                  | Rimbalzi | 8 Yacoubou     |

### Coppa Italia

#### Secondo turno
| Arbitri: | Alessandro Nicolini (Palermo) Simone Patti (Siracusa) Silvia Marziali (Edolo) |

|                                   |          |         |
| Macchi, Zandalasini 16 Sottana 15 | Punti    | 21 Gray |
| (6 giocatrici) 3                  | Assist   | 5 Carta |
| Anderson 9                        | Rimbalzi | 9 Gray  |

#### Final four

##### Semifinale
| Arbitri: | Daniele Foti (Milano) Angela Castiglione (Palermo) Diletta Bandinelli (Siena) |

|                      |          |           |
| Walker 16            | Punti    | 15 Macchi |
| Mićović 3            | Assist   | 4 Macchi  |
| Růžičková, Walker 10 | Rimbalzi | 8 Macchi  |

##### Finale
| Arbitri: | Mauro Moretti (Marsciano) Silvia Marziali (Edolo) Valentina Del Monaco (San Felice a Cancello) |

|                    |          |             |
| Dotto, Wojta 15    | Punti    | 33 Anderson |
| Battisodo, Dotto 3 | Assist   | 4 Miyem     |
| Wojta 9            | Rimbalzi | 6 Anderson  |

### Supercoppa italiana

#### Finale
| Arbitri: | Chiara Maschietto (Treviso) Salvatore Nuara (Genova) Mattia Eugenio Martellosio (Milano) |

|             |          |                    |
| Yacoubou 18 | Punti    | 13 Nicholls        |
| Anderson 6  | Assist   | 3 Nicholls, Gorini |
| Yacoubou 16 | Rimbalzi | 7 Nicholls         |

### EuroLega (Coppa Europea)

#### Regular Season (gruppo A)

##### Classifica
|    | Squadra              | P.ti | G  | V  | P  | PF   | PS   | DP   |
| -- | -------------------- | ---- | -- | -- | -- | ---- | ---- | ---- |
| 1. | Dinamo Kursk         | 28   | 14 | 14 | 0  | 1096 | 856  | +240 |
| 2. | Fenerbahçe           | 25   | 14 | 11 | 3  | 1010 | 916  | +94  |
| 3. | ZVVZ USK Praga       | 23   | 14 | 9  | 5  | 1023 | 902  | +121 |
| 4. | Beretta Famila Schio | 21   | 14 | 7  | 7  | 1012 | 929  | +83  |
| 5. | Lattes-Montpellier   | 21   | 14 | 7  | 7  | 869  | 917  | -48  |
| 6. | Wisła Cracovia       | 19   | 14 | 5  | 9  | 950  | 1009 | -59  |
| 7. | Mersin               | 16   | 14 | 2  | 12 | 906  | 1044 | -138 |
| 8. | UNI Győr             | 15   | 14 | 1  | 13 | 783  | 1076 | -293 |

##### Girone di andata
| Arbitri: | Petar Obradovic Pedro Coelho Vilius Maciulaitis |

|                  |          |                        |
| Anderson 24      | Punti    | 35 Quigley             |
| Gatti, Sottana 4 | Assist   | 5 Vardarlı, Verameenka |
| Yacoubou 11      | Rimbalzi | 9 Ural                 |

| Arbitri: | Fernando Calatrava Cuevas Vasiliki Tsaroucha Ozlem Yalman |

|                 |          |                     |
| Miyem 20        | Punti    | 17 Goree            |
| Ress, Sottana 5 | Assist   | 4 Lakloth           |
| Miyem 10        | Rimbalzi | 8 Goree, Hruščáková |

| Arbitri: | Oscars Lucis Anton Makhlin Jelena Tomic |

|                  |          |                   |
| Morrison 23      | Punti    | 19 Yacoubou       |
| Ben Abdelkader 9 | Assist   | 5 Macchi, Sottana |
| Morrison 10      | Rimbalzi | 10 Yacoubou       |

| Arbitri: | Eddie Viator Petr Hrusa Luka Kardum |

|                        |          |              |
| Zandalasini 17         | Punti    | 19 Hayes     |
| Sottana, Zandalasini 4 | Assist   | 4 Doğan      |
| Yacoubou 12            | Rimbalzi | 11 Petronytė |

| Arbitri: | Carlos Santos Marek Kukelcik Jelena Tomic |

|           |          |                   |
| Skrela 18 | Punti    | 16 Sottana        |
| Sacko 5   | Assist   | 6 Macchi, Sottana |
| Godin 10  | Rimbalzi | 7 Yacoubou        |

| Arbitri: | Mrako Vuckovic Ivana Ivanivic Vasiliki Tsaroucha |

|                    |          |               |
| Anderson, Miyem 18 | Punti    | 18 McCoughtry |
| Macchi 5           | Assist   | 6 Cruz        |
| Miyem 11           | Rimbalzi | 8 McCoughtry  |

| Arbitri: | Tomas Jasevicius Jasmina Juras Martins Kozlovskis |

|                  |          |                       |
| Petrović 23      | Punti    | 15 Miyem, Zandalasini |
| Palau 7          | Assist   | 3 Martínez, Sottana   |
| Dupree, Vaughn 6 | Rimbalzi | 8 Macchi              |

##### Girone di ritorno
| Istanbul 11 gennaio 2017, ore 18:00 UTC+3 1ª giornata | Fenerbahçe | 77 – 64 referto | Beretta Famila Schio | Metro Energy Sports Hall |

| Györ 19 gennaio 2017, ore 18:00 CET 2ª giornata | UNI Győr | 46 – 91 referto | Beretta Famila Schio | University Hall of Györ |

| Schio 26 gennaio 2017, ore 20:30 CEST 3ª giornata | Beretta Famila Schio | 80 – 54 referto | Wisła Cracovia | PalaRomare |

| Mersin 1º febbraio 2017, ore 18:30 UTC+3 4ª giornata | Mersin BŞB | 65 – 61 referto | Beretta Famila Schio | Servet Tazegul Spor Salonu |

| Schio 8 febbraio 2017, ore 20:30 CEST 5ª giornata | Beretta Famila Schio | 70 – 53 referto | Lattes Montpellier | PalaRomare |

| Kursk 15 febbraio 2017, ore 19:00 UTC+3 6ª giornata | Dinamo Kursk | 70 – 64 referto | Beretta Famila Schio | Sport Concert Complex |

| Schio 22 febbraio 2017, ore 20:30 CEST 7ª giornata | Beretta Famila Schio | 71 – 63 referto | ZVVZ USK Praga | PalaRomare |

#### Fase a eliminazione diretta

##### Quarti di finale
| Arbitri: | Zdravko Rutesic Wojciech Liszka Branislav Mrdak |

|            |          |               |
| Taurasi 21 | Punti    | 13 Miyem      |
| Taurasi 6  | Assist   | 4 Martínez    |
| Vieru 6    | Rimbalzi | 6 Zandalasini |

| Arbitri: | Jasmina Juras Ernad Karovic Özlem Yalman |

|           |          |            |
| Macchi 21 | Punti    | 26 Taurasi |
| Gatti 5   | Assist   | 7 Toliver  |
| Miyem 6   | Rimbalzi | 10 Lyttle  |

## Statistiche

### Statistiche di squadra
| Competizione        | Punti | In casa | In casa | In casa | In casa | In casa | In trasferta | In trasferta | In trasferta | In trasferta | In trasferta | Totale | Totale | Totale | Totale | Totale | Totale |
| Competizione        | Punti | G       | V       | P       | Ptf     | Pts     | G            | V            | P            | Ptf          | Pts          | G      | V      | P      | Ptf    | Pts    | Diff.  |
| ------------------- | ----- | ------- | ------- | ------- | ------- | ------- | ------------ | ------------ | ------------ | ------------ | ------------ | ------ | ------ | ------ | ------ | ------ | ------ |
| Serie A1            | 36    | 11      | 10      | 1       | 864     | 609     | 11           | 8            | 3            | 793          | 671          | 22     | 18     | 4      | 1657   | 1280   | +377   |
| Play-off            |       | 5       | 3       | 2       | 362     | 290     | 5            | 3            | 2            | 339          | 310          | 10     | 6      | 4      | 701    | 600    | +101   |
| Coppa Italia        |       | 1       | 1       | 0       | 86      | 54      | 2            | 2            | 0            | 147          | 121          | 3      | 3      | 0      | 233    | 175    | +58    |
| Supercoppa italiana |       | 1       | 1       | 0       | 67      | 66      | -            | -            | -            | -            | -            | 1      | 1      | 0      | 67     | 66     | +1     |
| EuroLega            | 21    | 7       | 5       | 2       | 517     | 453     | 7            | 2            | 5            | 495          | 476          | 14     | 7      | 7      | 1012   | 929    | +83    |
| EuroLega (Play-off) | -     | 1       | 0       | 1       | 67      | 102     | 1            | 0            | 1            | 47           | 92           | 2      | 0      | 2      | 114    | 194    | -80    |
| Totale              | 57    | 26      | 20      | 6       | 1963    | 1574    | 26           | 15           | 11           | 1821         | 1670         | 52     | 35     | 17     | 3784   | 3244   | +540   |

### Andamento in campionato
| Giornata  | 1 | 2 | 3 | 4 | 5 | 6 | 7 | 8 | 9 | 10 | 11 | 12 | 13 | 14 | 15 | 16 | 17 | 18 | 19 | 20 | 21 | 22 |
| --------- | - | - | - | - | - | - | - | - | - | -- | -- | -- | -- | -- | -- | -- | -- | -- | -- | -- | -- | -- |
| Luogo     | C | T | C | T | C | T | T | C | T | C  | T  | T  | C  | T  | C  | T  | C  | C  | T  | C  | T  | C  |
| Risultato | V | V | V | V | V | V | V | V | P | V  | P  | V  | V  | V  | V  | V  | P  | V  | P  | V  | V  | V  |
| Posizione | 1 | 2 | 1 | 1 | 1 | 1 | 1 | 1 | 2 | 2  | 3  | 3  | 3  | 2  | 2  | 2  | 3  | 2  | 3  | 3  | 3  | 1  |

Legenda:

Luogo: C = Casa; T = Trasferta. Risultato: V = Vittoria; N = Pareggio; P = Sconfitta.

### Statistiche delle giocatrici
Campionato (stagione regolare e play-off), Coppa Italia e Supercoppa
| Giocatrice          | Partite | Partite | Partite | Pun | Min. | Falli | Falli | Tiri da 2 | Tiri da 2 | Tiri da 2 | Tiri da 3 | Tiri da 3 | Tiri da 3 | Tiri Liberi | Tiri Liberi | Tiri Liberi | Rimbalzi | Rimbalzi | Rimbalzi | Stopp. | Stopp. | Palle | Palle | Ass | Val. | Val.  | A+dP |
| Giocatrice          | Pr      | PG      | SF      | Pun | Min. | C     | S     | R         | T         | %         | R         | T         | %         | R           | T           | %           | O        | D        | T        | D      | S      | P     | R     | Ass | Lega | OER   | A+dP |
| ------------------- | ------- | ------- | ------- | --- | ---- | ----- | ----- | --------- | --------- | --------- | --------- | --------- | --------- | ----------- | ----------- | ----------- | -------- | -------- | -------- | ------ | ------ | ----- | ----- | --- | ---- | ----- | ---- |
| Jolene Anderson     | 31      | 31      | 27      | 422 | 865  | 27    | 32    | 101       | 181       | 55,8      | 66        | 152       | 43,4      | 22          | 24          | 91,7        | 49       | 135      | 184      | 8      | 3      | 31    | 49    | 49  | 515  | 26,48 | 67   |
| Giorgia Sottana     | 36      | 36      | 15      | 340 | 766  | 75    | 74    | 69        | 168       | 41,1      | 50        | 136       | 36,8      | 52          | 59          | 88,1        | 13       | 76       | 89       | 4      | 4      | 57    | 34    | 73  | 286  | 20,69 | 50   |
| Cecilia Zandalasini | 36      | 36      | 33      | 336 | 832  | 71    | 67    | 130       | 263       | 49,4      | 7         | 35        | 20,0      | 55          | 64          | 85,9        | 27       | 128      | 155      | 13     | 12     | 53    | 56    | 59  | 380  | 22,81 | 62   |
| Laura Macchi        | 35      | 32      | 23      | 326 | 801  | 40    | 89    | 84        | 180       | 46,7      | 26        | 87        | 29,9      | 80          | 94          | 85,1        | 11       | 102      | 113      | 11     | 7      | 67    | 45    | 83  | 382  | 18,12 | 61   |
| Isabelle Yacoubou   | 20      | 18      | 18      | 249 | 441  | 34    | 48    | 95        | 194       | 49,0      | 2         | 4         | 50,0      | 53          | 59          | 89,8        | 59       | 104      | 163      | 10     | 4      | 44    | 27    | 25  | 333  | 36,27 | 8    |
| Endéné Miyem        | 25      | 25      | 20      | 209 | 567  | 22    | 46    | 75        | 154       | 48,7      | 5         | 10        | 50,0      | 44          | 54          | 81,5        | 37       | 74       | 111      | 6      | 1      | 39    | 19    | 33  | 268  | 22,67 | 13   |
| Martina Bestagno    | 36      | 31      | 4       | 168 | 460  | 31    | 78    | 59        | 117       | 50,4      | 0         | 4         | 0,0       | 50          | 79          | 63,3        | 46       | 60       | 106      | 3      | 7      | 39    | 28    | 11  | 226  | 12,42 |      |
| Raffaella Masciadri | 36      | 35      | 2       | 150 | 515  | 49    | 24    | 20        | 40        | 50,0      | 29        | 90        | 32,2      | 23          | 31          | 74,2        | 12       | 51       | 63       |        |        | 21    | 16    | 30  | 124  | 19,51 | 25   |
| Kathrin Ress        | 36      | 36      | 12      | 133 | 691  | 74    | 44    | 52        | 106       | 49,1      | 3         | 15        | 20,0      | 20          | 31          | 64,5        | 68       | 87       | 155      | 18     | 7      | 52    | 37    | 45  | 222  | 21,10 | 30   |
| Núria Martínez      | 28      | 27      | 22      | 130 | 586  | 55    | 62    | 28        | 67        | 41,8      | 16        | 52        | 30,8      | 26          | 35          | 74,3        | 9        | 72       | 81       | 4      | 2      | 49    | 64    | 57  | 208  | 19,25 | 72   |
| Marzia Tagliamento  | 36      | 24      |         | 88  | 275  | 32    | 12    | 13        | 31        | 41,9      | 19        | 45        | 42,2      | 5           | 10          | 50,0        | 6        | 25       | 31       |        |        | 20    | 8     | 19  | 57   | 7,74  | 7    |
| Giulia Gatti        | 29      | 25      | 3       | 60  | 341  | 16    | 33    | 13        | 42        | 31,0      | 7         | 38        | 18,4      | 13          | 20          | 65,0        | 4        | 32       | 36       |        | 1      | 24    | 19    | 33  | 73   | 14,85 | 28   |
| Natasha Howard      | 4       | 4       | 1       | 47  | 85   | 7     | 10    | 20        | 41        | 48,8      | 0         | 1         | 0,0       | 7           | 11          | 63,6        | 12       | 17       | 29       | 2      | 2      | 7     | 9     | 3   | 58   | 0,83  | 5    |

- Eurolega: stagione regolare e play-off

| Giocatrice          | Partite | Partite | Partite | Pun  | Min. | Falli C | Tiri da 2 | Tiri da 2 | Tiri da 2 | Tiri da 3 | Tiri da 3 | Tiri da 3 | Tiri Liberi | Tiri Liberi | Tiri Liberi | Rimbalzi | Rimbalzi | Rimbalzi | Stopp. D | Palle | Palle | Ass | +/- | Ef  |
| Giocatrice          | Pr      | PG      | SF      | Pun  | Min. | Falli C | R         | T         | %         | R         | T         | %         | R           | T           | %           | O        | D        | T        | Stopp. D | P     | R     | Ass | +/- | Ef  |
| ------------------- | ------- | ------- | ------- | ---- | ---- | ------- | --------- | --------- | --------- | --------- | --------- | --------- | ----------- | ----------- | ----------- | -------- | -------- | -------- | -------- | ----- | ----- | --- | --- | --- |
| Endéné Miyem        | 16      | 16      | 13      | 218  | 466  | 30      | 88        | 138       | 63,8      | 9         | 24        | 37,5      | 15          | 18          | 83,3        | 32       | 45       | 77       | 5        | 20    | 7     | 31  | 55  | 250 |
| Laura Macchi        | 16      | 16      | 11      | 162  | 414  | 28      | 41        | 101       | 40,6      | 19        | 50        | 38,0      | 23          | 27          | 85,2        | 10       | 60       | 70       | 10       | 41    | 12    | 38  | -7  | 156 |
| Cecilia Zandalasini | 16      | 16      | 15      | 146  | 345  | 36      | 48        | 106       | 45,3      | 9         | 16        | 56,2      | 23          | 25          | 92,0        | 11       | 43       | 54       | 7        | 20    | 20    | 27  | -9  | 167 |
| Giorgia Sottana     | 16      | 16      | 6       | 146  | 341  | 34      | 37        | 91        | 40,7      | 18        | 41        | 43,9      | 18          | 21          | 85,7        | 4        | 28       | 32       | 0        | 34    | 10    | 55  | 21  | 129 |
| Jolene Anderson     | 16      | 14      | 12      | 143  | 396  | 14      | 47        | 77        | 57,1      | 14        | 64        | 21,9      | 13          | 14          | 92,9        | 23       | 56       | 79       | 3        | 20    | 20    | 32  | 53  | 173 |
| Núria Martínez      | 13      | 13      | 11      | 76   | 298  | 24      | 20        | 49        | 40,8      | 7         | 29        | 24,1      | 15          | 19          | 78,9        | 6        | 27       | 33       | 0        | 17    | 19    | 39  | -10 | 95  |
| Isabelle Yacoubou   | 6       | 5       | 5       | 59   | 132  | 12      | 24        | 56        | 42,9      | 0         | 2         | 0,0       | 11          | 13          | 84,6        | 15       | 33       | 48       | 2        | 10    | 8     | 11  | 33  | 82  |
| Kathrin Ress        | 16      | 16      | 6       | 48   | 296  | 35      | 15        | 49        | 30,6      | 4         | 13        | 30,8      | 6           | 12          | 50,0        | 21       | 46       | 67       | 6        | 23    | 8     | 30  | -62 | 87  |
| Martina Bestagno    | 16      | 13      | 1       | 45   | 160  | 10      | 14        | 29        | 48,3      | 3         | 4         | 75,0      | 8           | 11          | 72,7        | 12       | 10       | 22       | 2        | 8     | 3     | 5   | -20 | 50  |
| Raffaella Masciadri | 16      | 14      |         | 44   | 189  | 23      | 6         | 11        | 54,5      | 10        | 32        | 31,2      | 2           | 3           | 66,7        | 3        | 11       | 14       | 1        | 6     | 6     | 4   | -59 | 35  |
| Marzia Tagliamento  | 16      | 8       |         | 25   | 86   | 9       | 4         | 11        | 36,4      | 5         | 16        | 31,2      | 2           | 3           | 66,7        | 0        | 10       | 10       | 0        | 6     | 2     | 8   | 26  | 20  |
| Giulia Gatti        | 11      | 7       |         | 14   | 101  | 7       | 4         | 11        | 36,4      | 2         | 10        | 20,0      |             |             |             | 0        | 13       | 13       | 0        | 8     | 2     | 16  | -6  | 22  |
| Totale              | Totale  | Totale  | Totale  | 1126 |      |         | 345       | 729       | 47,3      | 100       | 301       | 33,2      | 136         | 166         | 81,9        |          |          |          |          |       |       |     |     |     |